# Homoneura cassida
Homoneura cassida är en tvåvingeart som beskrevs av Kim 1994. Homoneura cassida ingår i släktet Homoneura och familjen lövflugor. Inga underarter finns listade i Catalogue of Life.